# Nephele

Trong thần thoại Hy Lạp và thần thoại La Mã, Nephele (/ˈnɛfəliː/; tiếng Hy Lạp cổ: Νεφέλη, đã Latinh hoá: Nephélē, n.đ. 'đám mây, khối mây'; tương ứng với nebula trong tiếng Latin) là một nymph và là một nữ thần mây, người trở nên nổi tiếng qua câu chuyện về Ixion và về hai anh em Phrixus và Helle.

## Thần thoại
Theo thần thoại Hy Lạp, Nephele là đám mây do thần Zeus tạo ra với hình ảnh giống nữ thần Hera. Điều này nhằm mục đích đánh lừa  Ixion để kiểm tra sự ngay thẳng của ông ta, sau khi ông ta bày tỏ ham muốn với Hera trong một bữa tiệc với cương vị là khách mời của Zeus. Ixion không thể kiềm chế được, ông ta tới cưỡng hiếp Nephele, khiến cô sinh ra loài Nhân mã (hay là Imbros hoặc Centauros).
Nephele cưới Athamas và có với ông một cặp song sinh: con trai tên là Phrixus và con gái tên là Helle. Athamas sau đó ly hôn với cô để kết hôn với Ino. Ino vì ganh ghét hai người con riêng của chồng nên đã nảy ra âm mưu thâm độc. Cô cho rang khô toàn bộ hạt giống trong thành khiến cho chúng không thể nảy mầm. Những người nông dân địa phương sợ hãi trước nạn đói, họ đến hỏi một nhà tiên tri với mong muốn được giúp đỡ. Ino hối lộ cho người đàn ông đưa nhà tiên tri tới để lừa dối và nói với những người khác biết về yêu cầu của nhà tiên tri rằng: phải hiến tế Phrixus và Helle. Nephele đã gửi một con cừu đực lông vàng đến cứu nguy kịp thời cho hai anh em trước khi họ bị giết.
Phrixus và Helle được hướng dẫn rằng họ không được nhìn xuống đất trong khi con cừu chở họ bay đi. Helle đã nhìn xuống đất nên cô bị ngã khỏi lưng cừu, rơi xuống eo biển Hellespont (nơi sau này được đặt theo tên của cô, có nghĩa là Biển của Helle) và rồi chết đuối. Phrixus vẫn sống sót tới được xứ Colchis. Ở đây, vua Aeetes đã tiếp đón và đối xử với anh rất nhân từ. Ông còn gả người con gái Chalciope của ông cho Phrixus. Để tạ ơn, Phrixus trao cho nhà vua bộ lông của con cừu vàng. Vua Aeetes treo nó lên một cái cây trong vương quốc của ông. Sau này, người anh hùng Jason và các thủy thủ Argonaut đã đến lấy bộ lông cừu vàng.

## Trong văn hóa hiện đại

### Phim
Bộ đôi đạo diễn Jean-Marie Straub và Danièle Huillet (còn được biết đến là Straub-Huillet) đã chuyển thể lên màn ảnh sự tái hiện huyền thoại của Cesare Pavese như một phần của bộ phim Dalla nube alla resistenza, với sự tham gia của Olimpia Carlisi trong vai Nephele và Guido Lombardi trong vai Ixion.